# Váralja
Váralja ist eine ungarische Gemeinde im Kreis Bonyhád im Komitat Tolna.

## Geografische Lage
Váralja liegt neun Kilometer südwestlich der Kreisstadt Bonyhád, drei Kilometer südwestlich der Stadt Nagymányok, an dem Fluss Váraljai-árok. Die Nachbargemeinde Máza befindet sich westlich des Ortes.

## Sehenswürdigkeiten
- Bergbaumuseum (Bányamúzeum)
- Evangelische Kirche
- Reformierte Kirche
- Skulptur Erdei állatok, erschaffen von György Törő

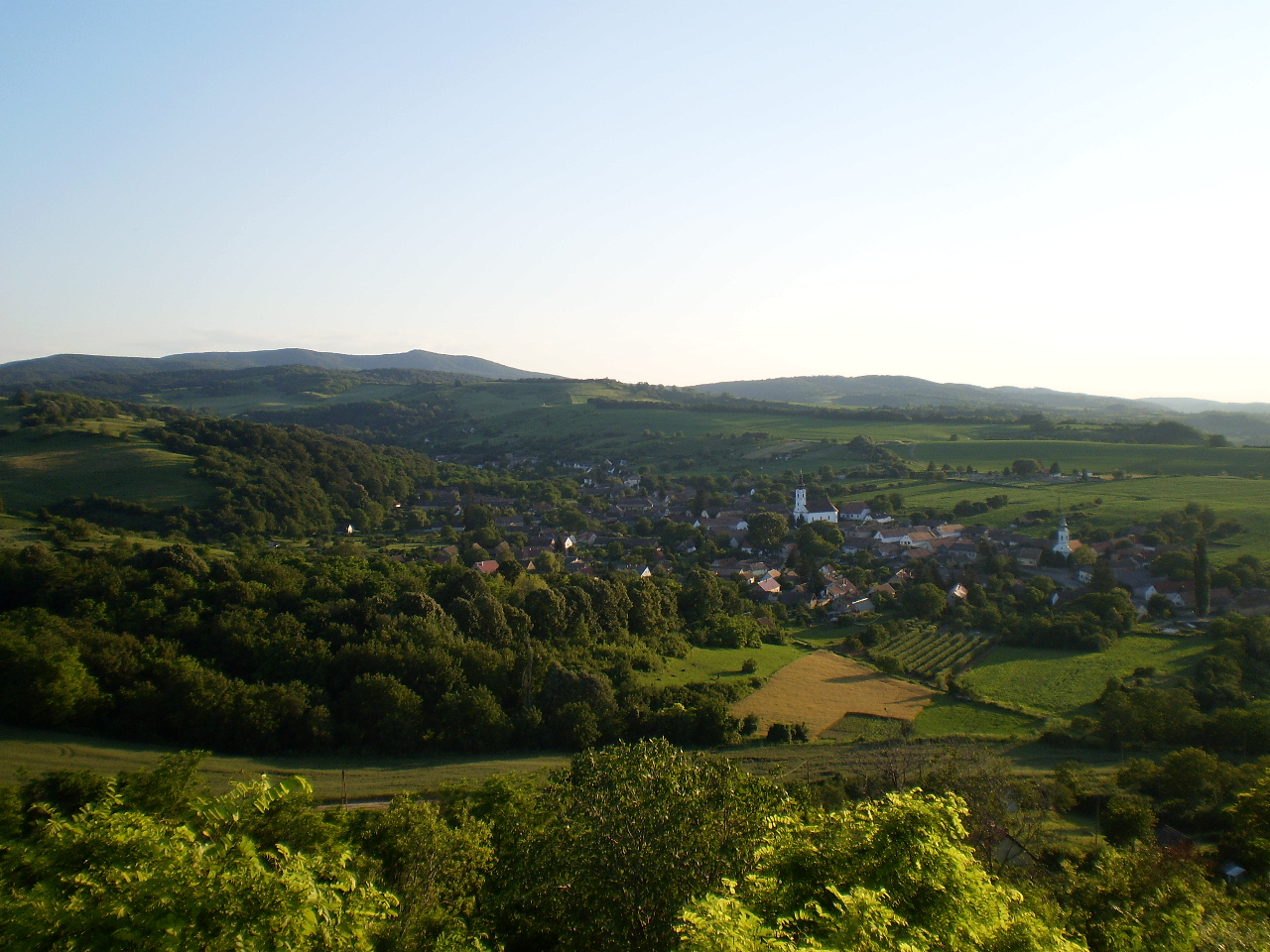
Blick auf Váralja
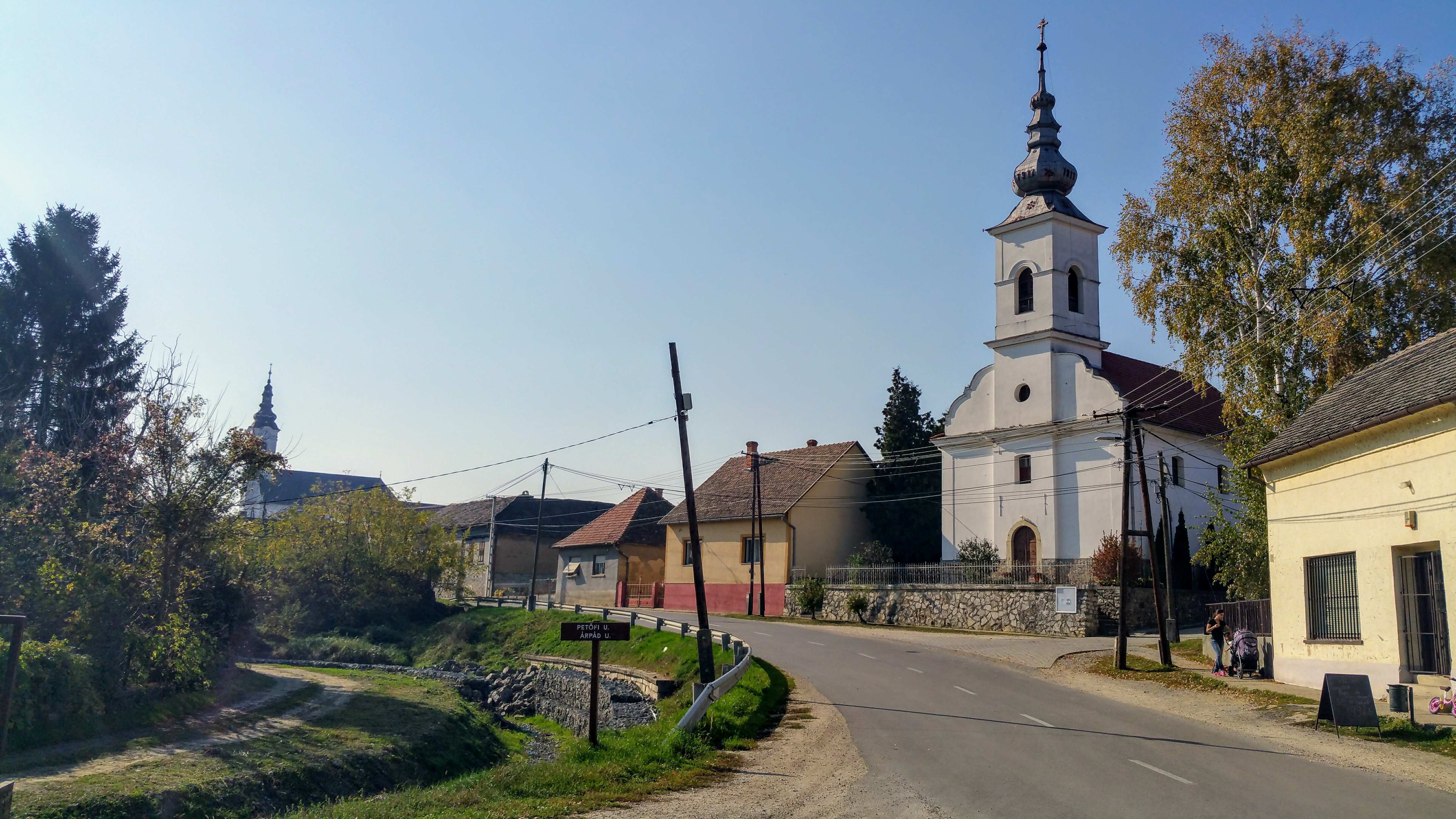
Evangelische Kirche
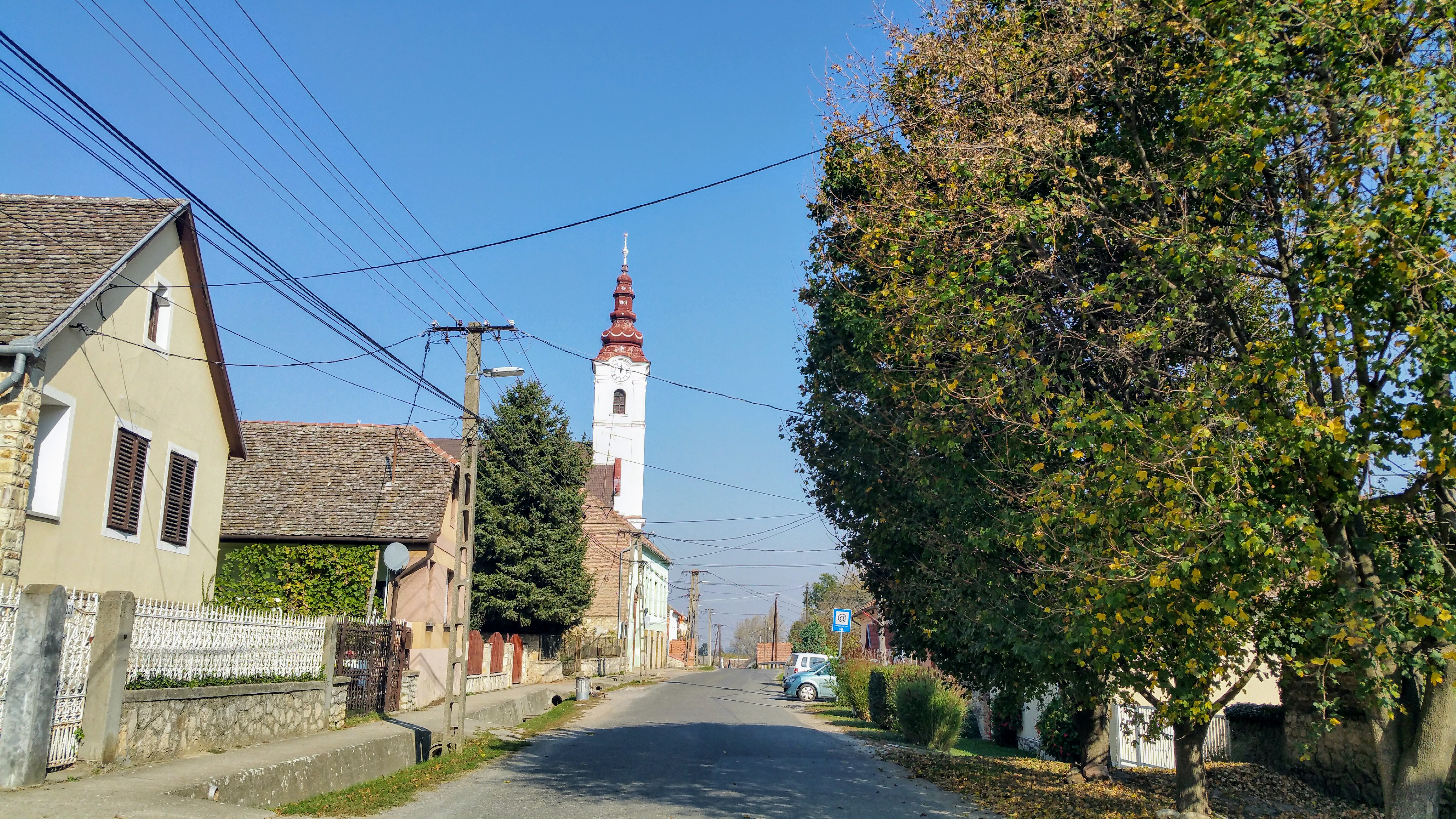
Blick auf die ref. Kirche
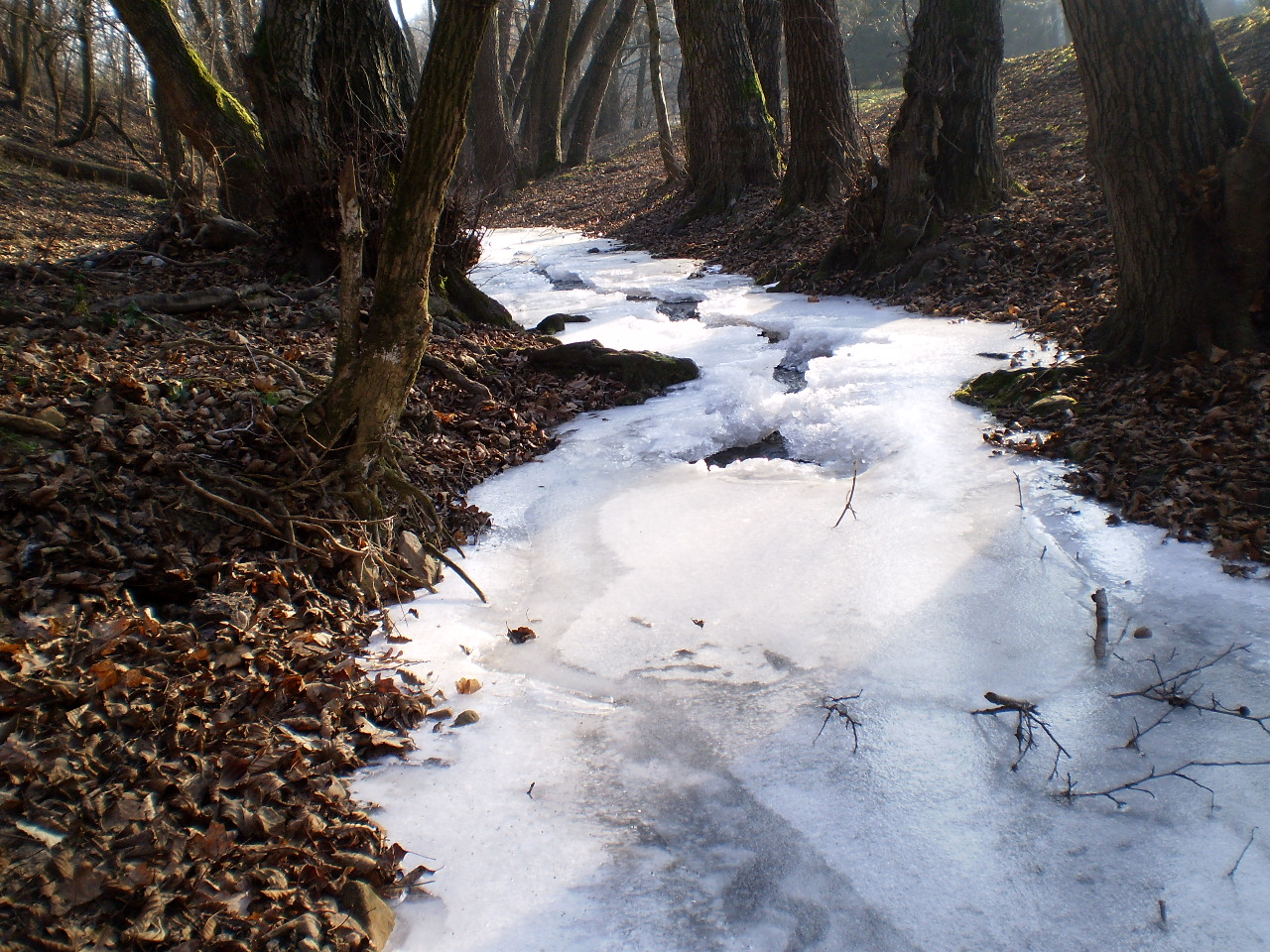
Váraljai-árok im Winter

## Gemeindepartnerschaft
- Hahnheim, Deutschland

## Verkehr
Am nördlichen Rand der Gemeinde verläuft die Landstraße Nr. 6534. Es bestehen Busverbindungen über Nagymányok nach Bonyhád. Váralja ist angebunden an die Eisenbahnstrecke von Bátaszék nach Dombóvár.